# Ronald Cintra Shellard

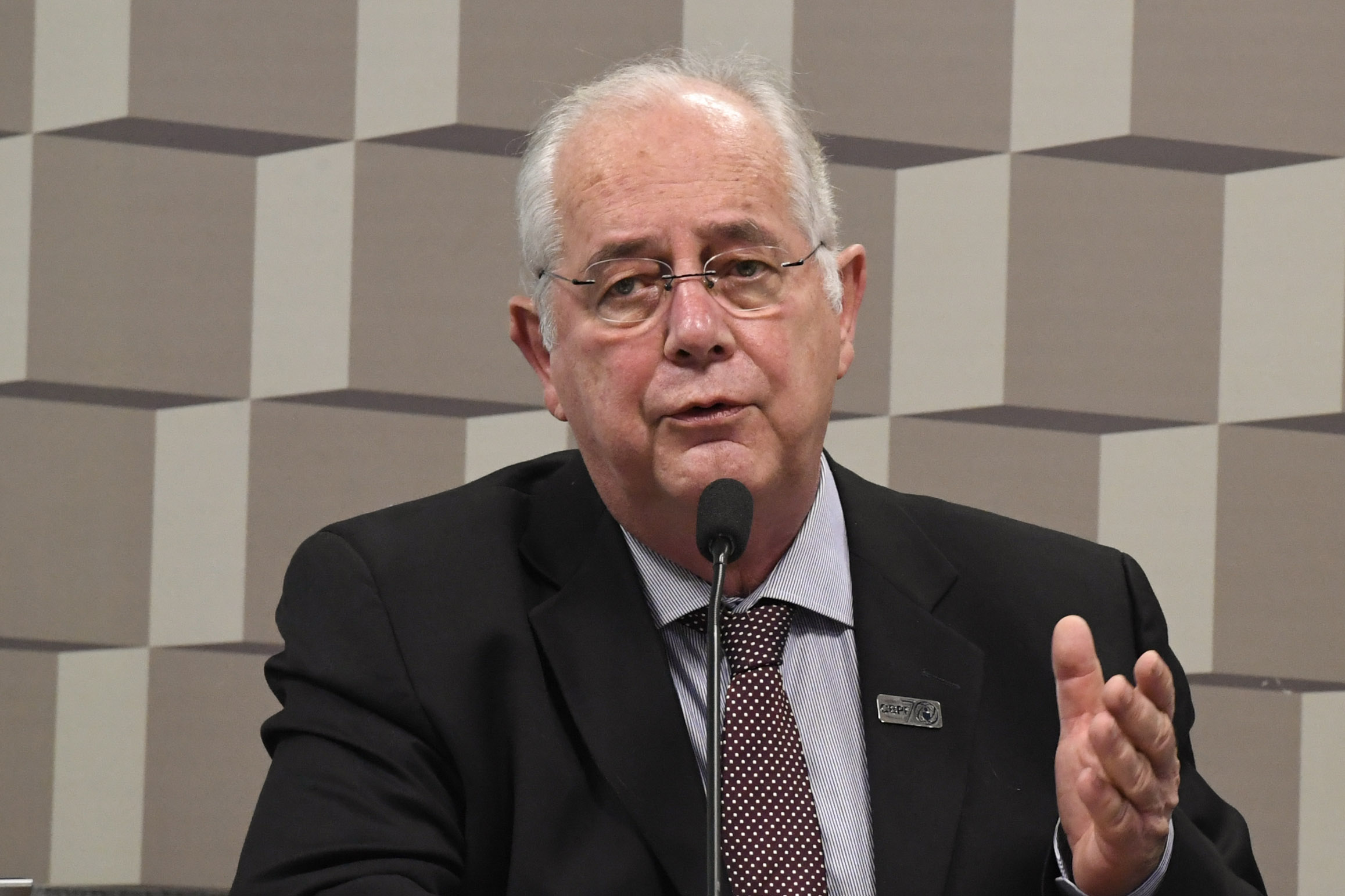
Shellard na Comissão de Ciência, Tecnologia, Inovação, Comunicação e Informática da Câmara dos Deputados em 2019

Ronald Cintra Shellard (São Paulo, 22 de julho de 1948 – Rio de Janeiro, 7 de dezembro de 2021) foi um físico brasileiro, diretor do Centro Brasileiro de Pesquisas Físicas (CPBF) desde 2015. Sua área de pesquisa incluía física de altas energias, tanto nos campos experimentais como a astrofísica de partículas. Era membro de várias sociedades científicas tanto nacionais como internacionais.

## Carreira
Shellard integrou a colaboração que operava o Observatório Pierre Auger, a Colaboração Cherenkov Telescope Array (CTA) e era um dos fundadores do Observatório Austral de Campo Amplo (Southern Wide Field Gamma-Ray Observatory – SWGO). Era também Presidente do Conselho Técnico-Científico (CTC) da Rede Nacional de Física de Altas Energias (RENAFAE) e membro do CTC de outras Unidades de Pesquisa do Ministério da Ciência, Tecnologia e Inovações (MCTI) e foi conselheiro da International Union for Pure and Applied Physics (IUPAP). Foi também associado à Astroparticle Physics Forum (APIF) e membro Titular do Conselho Diretor do Centro Latinoamericano de Física (CLAF).